# Coracocephalus stroblii
Coracocephalus stroblii är en tvåvingeart som beskrevs av Josef Mik 1892. Coracocephalus stroblii ingår i släktet Coracocephalus och familjen styltflugor. Inga underarter finns listade i Catalogue of Life.